# Catedral de Ninotsminda
La catedral de Ninotsminda (en georgià: ნინოწმინდის მონასტერი) és un complex eclesiàstic d'edificis situat al poble de Sangaregio, a la regió de Kakhètia (Geòrgia). Està datat de l'any 575 i va ser dedicat en honor de santa Nina de Geòrgia.

## Història
L'església va ser fundada en el segle V pel rei d'Ibèria Vakhtang I Cap de Llop. L'arquitectura del temple va ser una fita important en el desenvolupament de l'arquitectura georgiana, ja que va precedir al monestir de Jvari de Mtskheta, i va servir com a model per al desenvolupament de les esglésies quadrangulars amb quatre absis posteriors.

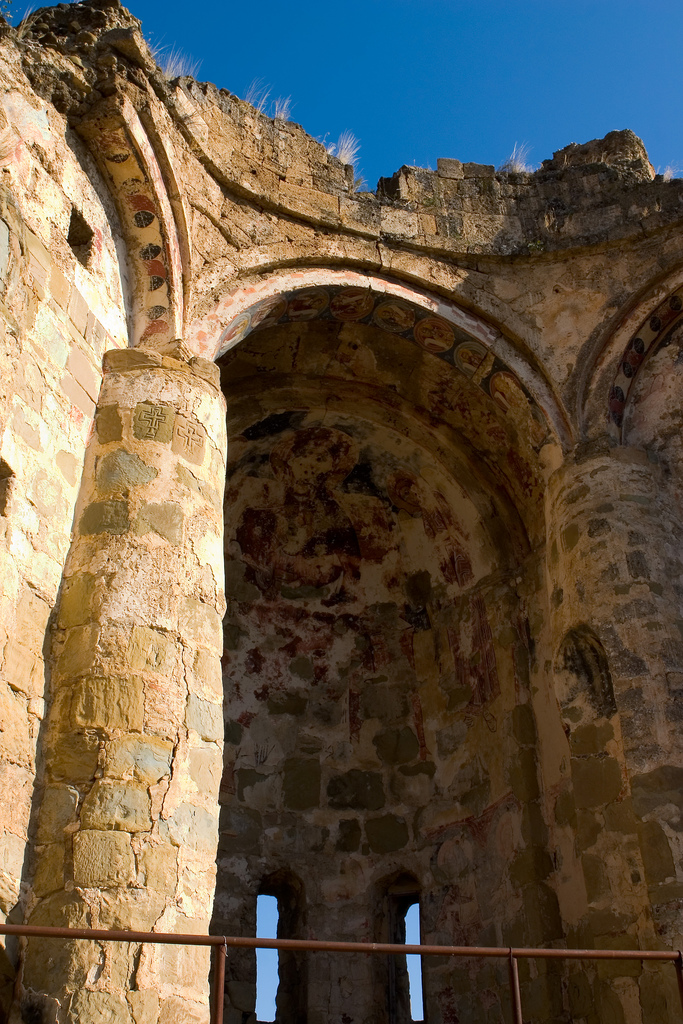
Ruïnes de l'absis central amb pintura al fresc

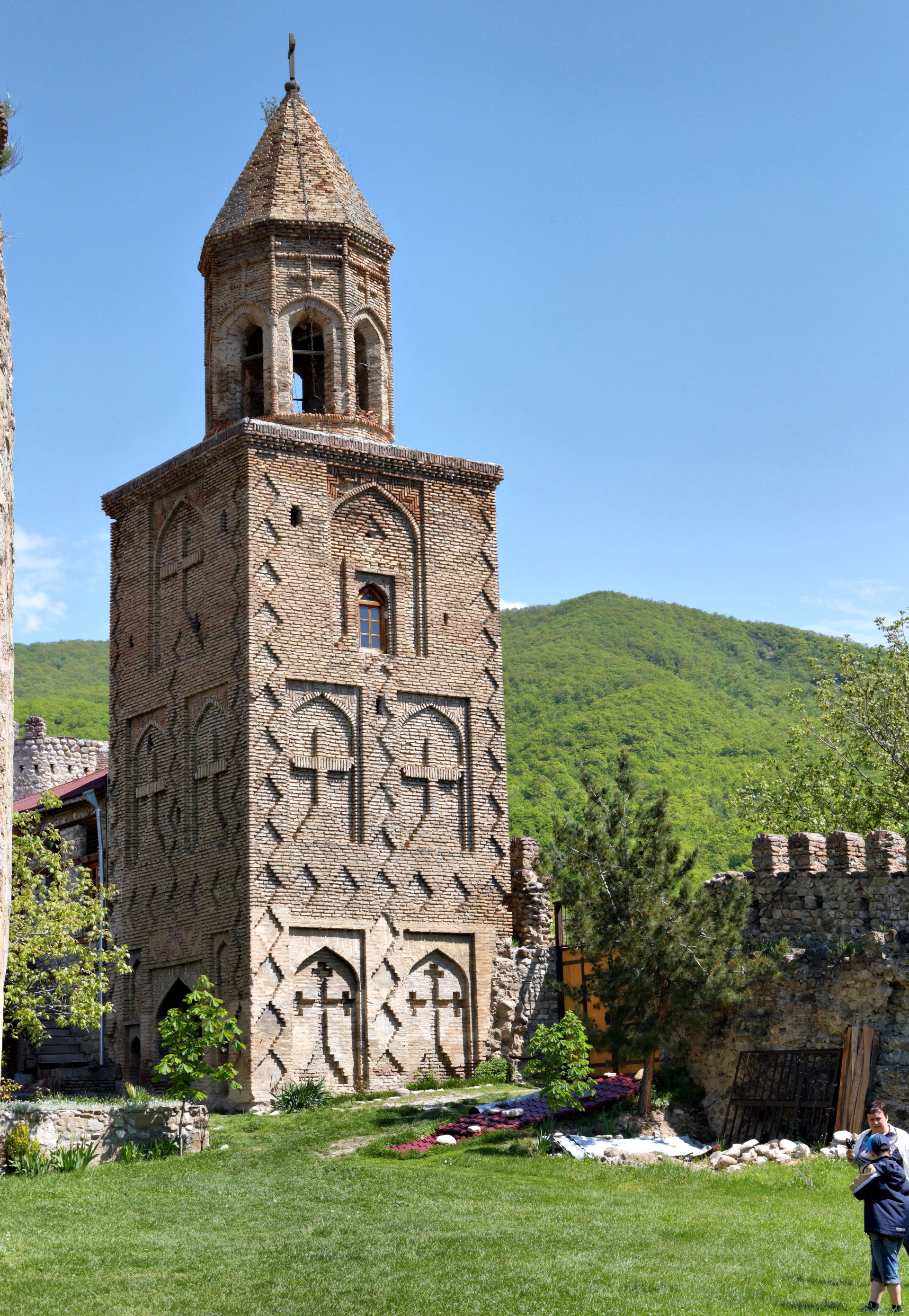
Campanar de maó del complex monàstic

L'edifici és en ruïnes actualment, només amb l'absis oriental i una porció del mur occidental en peus. L'absis en ruïnes està decorada amb frescs del segle xvi amb la imatge d'Odegetria, severament destrossats amb forats de bala fets per bandits de Daguestan als segles xviii i xix. Els esquemes dels fonaments indiquen que l'església originàriament tenia un centre octagonal, envoltat de nínxols de cantonada. Els registres històrics indiquen que els treballs de restauració es van portar a terme als segles x i xi, i també durant 1671 i 1774. Tanmateix, la catedral es va ensorrar durant els terratrèmols de 1824 i 1848 i no va ser reconstruïda.
El gran campanar de maó dintre del mateix complex data del regnat de Levan de Kakhètia (1520-1574). Els tres pisos inferiors segurament eren residència; cada pis tenia una xemeneia. La col·locació esglaonada de maons a la façana exterior per formar patrons geomètrics indica la influència cultural de la dinastia Safàvida, igual de l'arc ogival sobre l'entrada.
El complex de Ninotsminda està envoltat per una muralla fortificada, amb torres a les cantonades i un mur de cortina emmerletat, que data dels segles XVI-XVII. La porta d'entrada fortificada té torres sortints amb lladronera de rusc. És actualment utilitzat com un convent per l'Església ortodoxa de Geòrgia.